# Los Fantasmas del Caribe
Los Fantasmas del Caribe es una agrupación de música tropical y tecnomerengue venezolana formada en 1989 por el músico, compositor y productor discográfico peruano Luis Alva Lescano con la colaboración de su esposa y Raúl Martínez Garaban. Entre sus canciones más conocidas están: Muchacha triste (como el primer sencillo en su lanzamiento), Por una lágrima, Ella es, Más y más, Mi pequeño amor, Caramelo, Bandolero/Aventurero, Carmín, Celina y Agüita 'E Coco, entre otros; los cuales fueron compuestos y producidos en su mayoría por el mismo Luis Alva Lescano.

## Formación del grupo
Luis Alva unió, a finales de 1988, a seis jóvenes músicos para dar vida a «Los Fantasmas del Caribe» y trató de imponer un estilo de Pop Tropical basado en instrumentos electrónicos, sumando unas coreografías simples y también que los músicos estaban vestidos como piratas. Después de una extensa selección se conformó la alineación original, donde la mayoría de los integrantes tenían experiencia previa como músicos en diversas bandas que actuaban en locales nocturnos de Caracas. Los integrantes de esta primera selección participaron en el primer disco de la agrupación, Caramelo, y fueron: Ricardo Thompson("Richie", guitarra), Eduardo González ("Eddie" González, segundo teclado), Héctor Álvarez ("Kenny", bajo), Luis Carlos Giraldo ("Luigi", teclados), Gabriel Puerto (Gabriel, batería) y José Fernández (José, percusiones). Año y medio después del inicio del grupo Eddie decide abandonar la agrupación, siendo sustituido por Dax La Rosa (Dax), quien participaría en los discos: Más y más y Marea azul, tiempo después el grupo decide radicarse en Ciudad de México, mientras que Kenny elige quedarse en Venezuela, por lo cual lo sustituye Adrián Pieragostino (Adrián), quien sería parte de la producción Marea azul, conservándose esta alineación hasta la disolución de la agrupación.

## Carrera
Los Fantasmas del Caribe ocuparon el primer lugar en las listas de popularidad y ventas de casi todo el continente americano. Recibieron múltiples reconocimientos como el "Billboard Hot Latin Tracks" y el "Premio Lo Nuestro" de 1994 como Nuevo Artista Pop del año, además de presentarse en el famoso Festival de Viña del Mar, en Chile. También se presentaron en los principales programas de televisión de habla hispana, tales como "Siempre en domingo", "Sábado gigante", "El show de las estrellas", "Martes 13", "Súper Sábado Sensacional", entre otros, y otros escenarios internacionales al lado de las figuras más importantes de la música de la época y alcanzaron ventas superiores a los doce millones de discos vendidos y certificados por la RIAA, convirtiéndose en uno de los grupos musicales de más rápido ascenso en Latinoamérica en la década de 1990.
En 1991 lograron el reconocimiento nacional e internacional con la salida al mercado del disco Caramelo, producido por LA Musik y distribuido por Sonorodven y TH Rodven de Venezuela, en el cual se incluye su primer éxito: Muchacha triste (el cual terminaría siendo, además, la canción más conocida del grupo). En este disco también se destacarían otros temas como: Ella es, Por una lágrima y el tema homónimo del disco, Caramelo. 
En 1994 lanzaron el disco Más y más y en 1996 Marea azul. Ambas grabaciones fueron bien recibidas, pero no obtuvieron el éxito de su primera producción y, finalmente, el grupo se disolvió en 1998.

## Actualidad
La mayoría de los integrantes de Los Fantasmas del Caribe continúan ligados al medio artístico, pero en diferentes facetas:
- Richie Thompson intérprete, instrumentista, venezolano quien tras treinta años de trayectoria artística es considerado uno de los exponentes de la música latina actualmente en Portugal.

Después de vivir seis años en México en el Distrito Federal (actualmente la Ciudad de México) y Los Ángeles, Estados Unidos, viaja a la Isla Madeira en Portugal, donde reside actualmente.
En el 2009, integra las bandas "Guasakaka" la cual edita el álbum "Bomba Kará" que incluye temas conocidos portugueses en ritmo de salsa y merengue destacándose como uno de los vocalistas principales. Además de "conexión latina" "Ricky y los Thompson "mariachi México Madeira" entre otros. En la actualidad Ricardo Thompson sigue su carrera de cantante ahora como solista con tres discos editados: "Tributo" "Perdiendo altura" y "duets" grabado con diferentes artistas en el formato latino.
- Eddie González se ha dedicado mayormente a impulsar su carrera de solista como productor, cantante y compositor alternando con la producción de contenido para el cine y la televisión independiente en los Estados Unidos y Latinoamérica como productor creativo y director. Actualmente se encuentra radicado entre Miami y Los Ángeles y ha grabado varios discos bajo el nombre artístico de "Phantom Boy" y también ha compuesto canciones para diversos artistas como: Menudo, MDO, Ley Alejandro, George Lamond, Grupo Aleo, Grupo Massiso, Sunrise, Inc.; René, Leo Marrero, Alexis Grullón, Alondra, Robert Avellanet, Helena, Faydee, etc. Sus producciones de solista se han dado a conocer más en el mercado de Europa, Brasil y toda Latinoamérica.

- Kenny Álvarez actualmente está radicado en Miami y participa como músico de sesión, grabando junto a otros artistas. También toca en diferentes bares del circuito nocturno del sur de la Florida, Estados Unidos.

- Luigi Giraldo también está radicado en Miami y se ha dedicado a la composición y producción musical, teniendo sus mayores éxitos en las composiciones y coproducciones con los Kumbia Kings de A.B. Quintanilla.

- Gabriel Puerto se encuentra actualmente radicado en Los Ángeles, ha estado involucrado en la producción de programas de televisión y, actualmente, participa en una banda de rock alternativo llamada Sonoclip.

- José Fernández también vive en Los Ángeles y es un reconocido músico de sesión. Ha grabado para artistas como Los Horóscopos de Durango, Industria del Amor, Pedro Capó y ha tocado en vivo en las giras de Thalía, Lucía Méndez, Fey, etc.

- Dax La Rosa ha impulsado su carrera de solista, bajo el seudónimo de Coyote Dax, con mucho éxito en Europa, colocando el tema No rompas mi corazón (perteneciente al álbum "Me vale") como la Canción del verano de 2001 en el Viejo Continente. También ha participado en diferentes reality shows de España, donde reside actualmente.

- Adrián Pieragostino actualmente es uno de los más importantes compositores y productores tanto en los Estados Unidos como en México. Vive en Los Ángeles y trabaja como compositor y productor musical para artistas internacionales como Luis Miguel, Sergio Dalma, Marco Antonio Solís, Shaila Dúrcal, Dareyes De La Sierra, Montez de Durango, La Original Banda El Limón y otros. También fue jurado del reality show de TV Azteca, "La Academia".

- En 2023, Los Fantasmas del Caribe se reúnen y regresan a los escenarios musicales tanto como en Venezuela y el resto de Latinoamérica, así como también en diferentes giras en los Estados Unidos y otros países del mundo.

## Discografía
El siguiente es un listado parcial de la discografía de esta agrupación.

### Sencillos
| Año  | Sencillo       |
| ---- | -------------- |
| 1988 | Agüita E' Coco |
| 1988 | Caribe soy     |

### Álbumes
Año: 1991

Álbum: Caramelo
| Número | Canción                             |
| ------ | ----------------------------------- |
| 01     | Muchacha triste                     |
| 02     | Ella es                             |
| 03     | Caramelo                            |
| 04     | Bandolero/Aventurero                |
| 05     | Por una lágrima                     |
| 06     | Dime, niña                          |
| 07     | Uno más                             |
| 08     | Muchacha triste (Versión Disco Mix) |

Año: 1994

Álbum: Más y más
| Número | Canción                                                 |
| ------ | ------------------------------------------------------- |
| 1      | Más y más                                               |
| 2      | Celina                                                  |
| 3      | Como decir T. Q.                                        |
| 4      | Mientras más te veo, más te quiero                      |
| 5      | Para conquistar tu amor                                 |
| 6      | Mi pequeño amor                                         |
| 7      | Adiós, amigo                                            |
| 8      | Recuerdo                                                |
| 9      | Mientras más te veo, más te quiero (Versión sin Suzett) |

Año: 1996

Álbum: Marea Azul, (también conocido como: Rosalinda)
| Número | Canción                  |
| ------ | ------------------------ |
| 1      | Siempre, siempre         |
| 2      | Rosalinda                |
| 3      | Vas a querer             |
| 4      | Llora, llora             |
| 5      | Junto a tu corazón       |
| 6      | 15 Años                  |
| 7      | Linda muchachita         |
| 8      | Dulce, Dulce             |
| 9      | Ojos negros              |
| 10     | Habla Noche, Canta Luna  |
| 11     | Rosa Linda (Versión Mix) |

Año: 1997

Álbum: Fiebre Musical
| Número | Canción                       |
| ------ | ----------------------------- |
| 1      | Si la vuelves a ver           |
| 2      | De corazón a corazón          |
| 3      | Fiebre                        |
| 4      | Solo                          |
| 5      | Una foto, una carta, un adiós |
| 6      | Vuelve                        |
| 7      | Por qué                       |
| 8      | Buscaré                       |
| 9      | Corazón                       |
| 10     | Como te extraño               |

Año: 1998

Álbum: Imagina
| Número | Canción                           |
| ------ | --------------------------------- |
| 1      | Así eres tú                       |
| 2      | Mirá para arriba, mirá para abajo |
| 3      | Dueña de mí                       |
| 4      | Ay, amor                          |
| 5      | Recuérdame                        |
| 6      | A quién                           |
| 7      | Junto a mí                        |
| 8      | Qué más puedo pedir               |
| 9      | Cuando decimos a un amor: "Adiós" |
| 10     | Ahora quiero volver               |

### Recopilatorios
Año: 2006

Álbum: Grandes Éxitos (también conocido como Lo que en una época fue)
| Número | Canción                             |
| ------ | ----------------------------------- |
| 1      | Muchacha triste                     |
| 2      | Ella es                             |
| 3      | Por una lágrima                     |
| 4      | Celina                              |
| 5      | Mi pequeño amor                     |
| 6      | Más y más                           |
| 7      | Agüita E' Coco                      |
| 8      | Bandolero/Aventurero                |
| 9      | Rosa Linda                          |
| 10     | Carmín                              |
| 11     | Caramelo                            |
| 12     | Muchacha triste (Versión Disco Mix) |

Año: 2010

Álbum: Lo mejor de Los Fantasmas del Caribe
| Número | Canción                         |
| ------ | ------------------------------- |
| 1      | Muchacha Triste                 |
| 2      | Celina                          |
| 3      | Mi pequeño amor                 |
| 4      | Agüita E' Coco                  |
| 5      | Por una lágrima                 |
| 6      | Más y más                       |
| 7      | Ella es                         |
| 8      | Bandolero/Aventurero            |
| 9      | Recuerdo                        |
| 10     | Amigos                          |
| 11     | Uno más                         |
| 12     | Rosalinda                       |
| 13     | Carmín                          |
| 14     | Déjame abrazarte                |
| 15     | Siempre, siempre                |
| 16     | 15 Años                         |
| 17     | Como decir T. Q.                |
| 18     | Llora, llora                    |
| 19     | Caribe soy                      |
| 20     | Muchacha triste (Versión Remix) |

Año: 2015

Álbum: Nuestra Historia
| Número | Canción                           |
| ------ | --------------------------------- |
| 1      | Recuérdame                        |
| 2      | Junto a mí                        |
| 3      | Cuando decimos a un amor: "Adiós" |
| 4      | Mirá para arriba, mirá para abajo |
| 5      | Si la vuelves a ver               |
| 6      | Vuelve                            |
| 7      | Como te extraño                   |
| 8      | Buscaré                           |
| 9      | Una foto, una carta, un adiós     |
| 10     | De corazón a corazón              |
| 11     | A quién                           |
| 12     | Ahora quiero volver               |

Año: S/N

Álbum: Para ti con amor
| Número | Canción                           |
| ------ | --------------------------------- |
| 1      | De corazón a corazón              |
| 2      | Qué más puedo pedir               |
| 3      | Así eres tú                       |
| 4      | Ay, amor                          |
| 5      | Por qué                           |
| 6      | Recuérdame                        |
| 7      | Solo                              |
| 8      | Fiebre                            |
| 9      | Buscaré                           |
| 10     | Cuando decimos a un amor: "Adiós" |